# Solución final

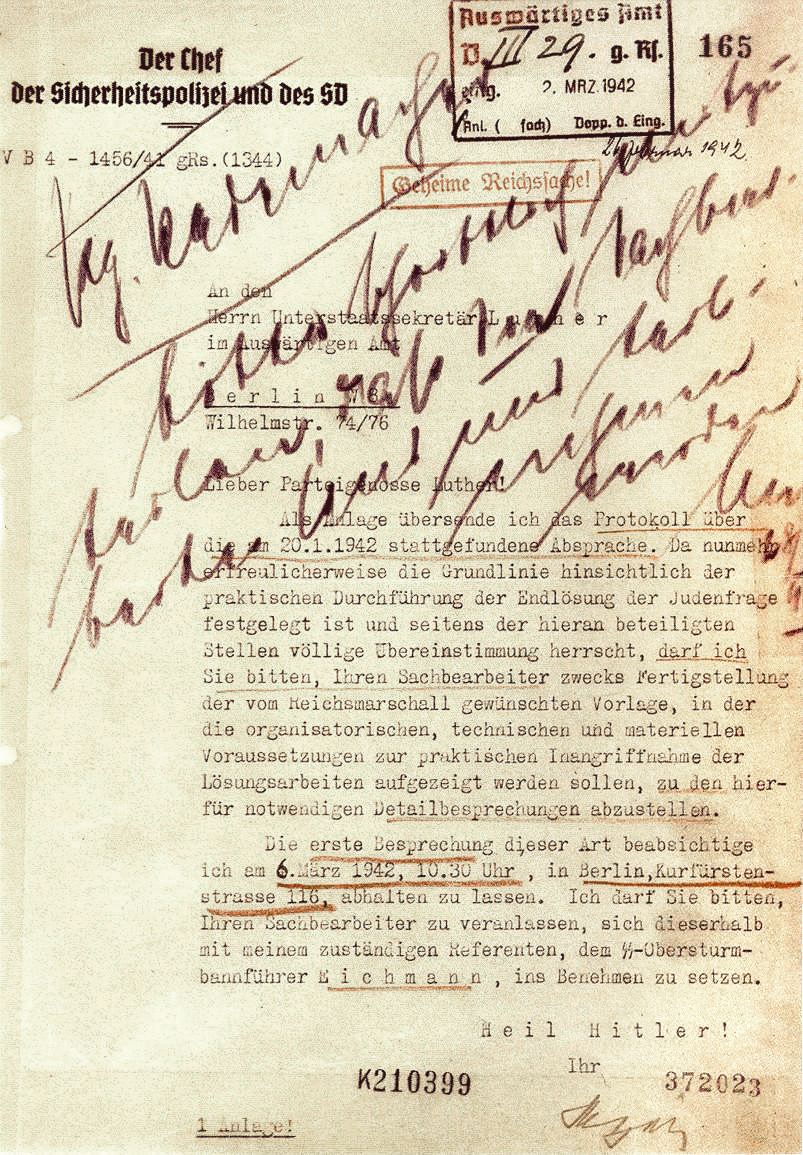
El 26 de febrero de 1942, una carta dirigida al diplomático alemán Martin Luther fue redactada por Reinhard Heydrich durante la Conferencia de Wannsee para solicitar a Luther asistencia administrativa para la implantación de la "Endlösung der Judenfrage" (Solución final al problema Judío).

La solución final, conocida en la terminología nazi como la solución final a la cuestión judía (en alemán: Endlösung der Judenfrage), es el nombre del plan del Tercer Reich para llevar a cabo el genocidio de la población judía europea durante la Segunda Guerra Mundial. La «solución final a la cuestión judía» fue el nombre en clave oficial del asesinato de todos los judíos a su alcance, que no se limitó al continente europeo. Esta política de genocidio deliberado y sistemático que comenzó en toda la Europa ocupada por los alemanes fue formulada en términos de procedimiento y geopolítica por los dirigentes nazis en enero de 1942 en la Conferencia de Wannsee, celebrada cerca de Berlín, y culminó en el Holocausto, que supuso el asesinato del 90% de los judíos polacos, y de dos tercios de la población judía de Europa.
La naturaleza y el momento de las decisiones que condujeron a la Solución Final es un aspecto del Holocausto intensamente investigado y debatido. El programa evolucionó durante los primeros 25 meses de guerra hasta llegar al intento de "asesinar hasta el último judío al alcance de los alemanes". Christopher Browning, historiador especializado en el Holocausto, escribió que la mayoría de los historiadores están de acuerdo en que la Solución Final no puede atribuirse a una sola decisión tomada en un momento determinado. En sus palabras, "En general se acepta que el proceso de toma de decisiones fue prolongado e incremental".
En 1940, tras la caída de Francia, Adolf Eichmann ideó el Plan Madagascar para trasladar a la población judía de Europa a la colonia francesa, pero el plan fue abandonado por razones logísticas, principalmente un bloqueo naval. También hubo planes preliminares para deportar a los judíos a Palestina y Siberia. En 1941, escribe Raul Hilberg, en lo que fue la primera fase del asesinato masivo de judíos, las unidades móviles de matanza comenzaron a perseguir a sus víctimas a través de los territorios orientales ocupados; en la segunda fase, que se extendió por toda la Europa ocupada por los alemanes, las víctimas judías fueron enviadas en trenes de la muerte a campos de exterminio centralizados construidos con el fin de aplicar sistemáticamente la Solución Final.

## Antecedentes

Mapa que muestra la ubicación de todos los campos de exterminio, la mayoría de los campos de concentración, campos de trabajo, prisiones, guetos, las principales rutas de deportación y los lugares de masacres.

En septiembre de 1919, Adolf Hitler escribió su primer documento político, en el que señalaba que la «cuestión judía» debía ser resuelta a través de la remoción total de los judíos de Europa, la cual debería llevarse a cabo no de forma emocional, mediante pogromos o métodos similares, sino con base a una eficiente planificación. Para Hitler, «el tema judío era la cuestión esencial del nazismo».
La segregación y persecución de la judeidad europea fue llevada a cabo en varias etapas. Después de que los nazis llegaran al poder y del «Putsch de Röhm», en el verano de 1934, el racismo impuesto por los nazis acabó en legislación antisemita, aprobándose las Leyes de Núremberg el 15 de septiembre de 1935 que negaban la ciudadanía del Reich a los judíos alemanes, y aprobándose una Ley para la Protección de la Sangre, que prohibía todo matrimonio mixto entre judíos alemanes y alemanes no judíos; viéndose poco a poco despojados de todos sus derechos como ciudadanos. Boicots, “arianización” y los pogromos del 9 y 10 de noviembre de 1938, conocidos como la Noche de los cristales rotos (Kristallnacht), cuando 30 000 judíos fueron deportados en masa a los campos de concentración de Sachsenhausen, Buchenwald y Dachau.
Con la política del terror se pretendía acelerar el proceso de emigración de los judíos. Se segregó y aisló sistemáticamente a los judíos del resto de la sociedad alemana, luego también se los forzó a salir de Alemania.
Después de la invasión alemana de Polonia de 1939, que significó el inicio de la Segunda Guerra Mundial, la política antisemita perpetró un detallado plan para concentrar y luego aniquilar a los judíos europeos. Primero crearon guetos en el Gobierno General (un territorio en Polonia central y oriental, en el cual los alemanes crearon un gobierno alemán) y el Warthegau (una zona de Polonia occidental anexada a Alemania). Los judíos de Polonia y de Europa occidental fueron deportados a esos guetos.
Después de que los alemanes invadieran la Unión Soviética en 1941, los Einsatzgruppen empezaron operaciones de matanza dirigidas a comunidades enteras de judíos. Esta fue la primera vez que se utilizó el exterminio masivo y organizado como un método para resolver "la cuestión judía".
Las SS pronto organizaron los métodos de los equipos móviles, predominantemente fusilamientos o camiones de gas llamados «camiones-fantasma», usados ya en 1940 para exterminar a los enfermos mentales de determinados hospitales psiquiátricos. Pero los consideraron como «ineficientes» y psicológicamente «difíciles» para los «ejecutantes».

## Planificación y alcance
| Nombre del campo | Muertes   | Ref.          |
| ---------------- | --------- | ------------- |
| Auschwitz        | 1 400 000 | [ 18 ] [ 19 ] |
| Belzec           | 600 000   | [ 20 ]        |
| Chelmno          | 320 000   | [ 21 ]        |
| Jasenovac        | 600 000   | [ 22 ]        |
| Majdanek         | 360 000   | [ 23 ]        |
| Maly Trostinets  | 65 000    | [ 24 ]        |
| Sobibór          | 250 000   | [ 25 ]        |
| Treblinka        | 870 000   | [ 26 ]        |

El 31 de julio de 1941, Reinhard Heydrich, comandante de las Oficina Central de Seguridad del Reich (Reichssicherheitshauptamt o RSHA), recibió una orden de Hermann Göring para preparar la «solución final de la cuestión judía». En la carta, que según Adolf Eichmann fue redactada por el mismo Heydrich y presentada solo para su firma, Göring, después de encargar una «solución global» (Gesamtlösung) de la cuestión judía en el área de influencia alemana, repite la orden de que «me presente sin demora un plan global de las medidas organizativas, prácticas y financieras necesarias para la ejecución de la solución final [Endlösung] que se pretende dar al problema judío».

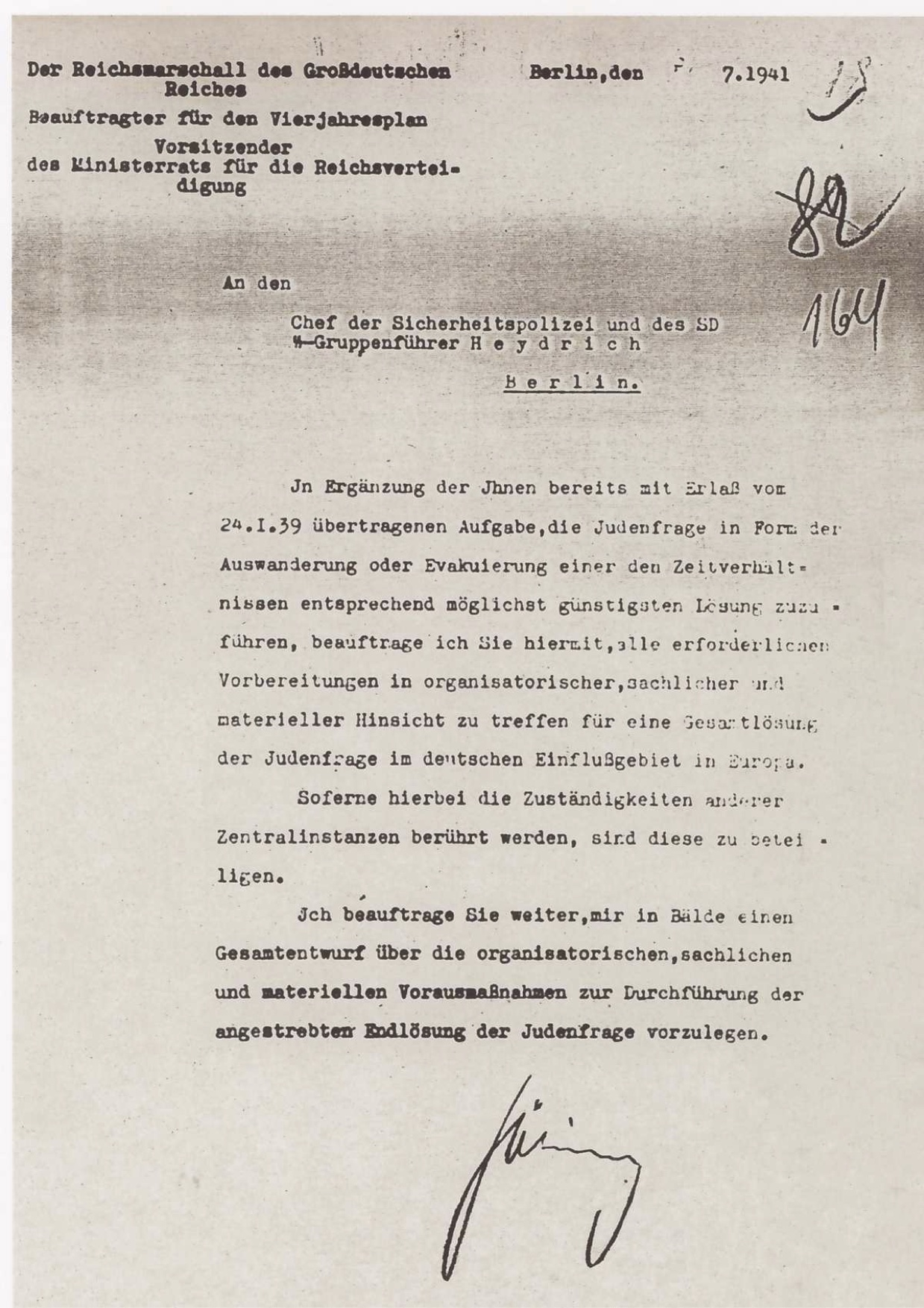
Carta de Hermann Goering a Reinhard Heydrich acerca de la «solución final».

Si bien los asesinatos en masa de judíos ya habían comenzado con la invasión de la Unión Soviética, probablemente no se incluían todavía en el marco de un plan premeditado conducente al exterminio total de los judíos europeos. La carta, en realidad, tenía la intención más limitada de asegurar para las SS la competencia exclusiva en todo lo referente a la cuestión judía, dejando al margen sobre todo a Alfred Rosenberg, que había sido nombrado el 16 de julio ministro del Reich para los Territorios Ocupados del Este. Las órdenes eran vagas también porque en ese momento Hitler todavía se oponía a las deportaciones masivas, lo que confirmó a Joseph Goebbels en una reunión celebrada el 18 de agosto en la que, aunque autorizó que se marcara a los judíos del Reich con una «señal grande y claramente visible» y mencionó su profecía sobre el ominoso destino que les esperaba, le dio prioridad a la finalización de la campaña militar en el este para la asignación de los medios de transporte.
En el otoño de 1941, Heinrich Himmler, quien concibió el plan que conduciría a exterminar gran parte de la judeidad europea, dio la orden al general de las SS Odilo Globocnik (jefe de las SS para el distrito de Lublin) de aplicar un plan para matar sistemáticamente a los judíos residentes en el Gobierno General. Aktion Reinhard fue el nombre en clave dado a la operación por Heydrich, quien había sido el encargado de preparar la «solución final» y sería asesinado por partisanos checos en mayo de 1942.
Tres campos de exterminio se crearon para tal propósito en Polonia como parte de la Aktion Reinhard: Belzec, Sobibor y Treblinka. En septiembre de 1942 se llevaron a cabo las primeras acciones de exterminio en masa por medio del gas Zyklon B.
En enero de 1942, las SS iniciaron las deportaciones hacia los campos de exterminio. La «evacuación» (Aussiedlung, palabra código nazi para exterminio) comenzó en el Warthegau y continuó en el Gobierno General a mediados de marzo del mismo año.
 Al llegar a los campos, las familias judías eran enviadas directamente a las cámaras de gas. El asistente de Globocnik, comandante SS Hermann Höfle, estaba encargado de organizar las deportaciones a los campos de concentración y exterminio. Hasta septiembre de 1942, 310 000 personas serían deportadas de Varsovia. Los únicos que permanecían, provisionalmente, eran los trabajadores de las fábricas de la industria bélica.
En la Conferencia de Wannsee, liderada por Reinhard Heydrich y que tuvo lugar en Gross Wannsee (Berlín) el 20 de enero de 1942, un grupo de funcionarios del gobierno nazi alemán y jerarcas de las SS fijaron la coordinación de las diversas autoridades para el "la solución final de la cuestión judía", es decir, el exterminio en masa de la judeidad europea. Se preveía literalmente investigar a fondo toda Europa, partiendo desde el oeste hacia el este y desde el norte hacia el sur, para deportar a todas las personas de ascendencia judía a campos de concentración y exterminio.
La reunión se destaca como la primera discusión de la «solución final», y también porque los protocolos de la reunión fueron encontrados intactos por los Aliados al final de la Segunda Guerra Mundial y se utilizaron durante los Juicios de Núremberg. Más tarde, Hitler dio instrucciones a Himmler para que divulgara la verdad sobre la suerte de los judíos a las altas esferas nazis. El primero de estos discursos, donde se reconoce la verdad real acerca del Holocausto, se le denomina Discurso de Posen. Hoy en día se suele referir a la resultante de la «solución final» como el Holocausto, de hecho se trata no de un sacrificio ritual sino de un crimen contra la humanidad.
En Auschwitz-Birkenau, el campo más grande, las SS empezaron en enero de 1942 a gasear gente en una granja reformada. A partir del 26 de marzo de 1942 llegaban a Auschwitz numerosos transportes de judíos, organizados por Eichmann, de manera que fue necesario reformar una segunda granja para los mismos fines. En julio de 1942 Himmler ordenó ampliar el campo de Birkenau para poder internar a 200 000 presos, además de construir cuatro cámaras de gas con sus respectivos crematorios.
Conforme a los planes de la empresa Hoch-und Tiefbau AG Kattowitz, las cuatro cámaras de gas y los crematorios empezaron a funcionar entre el 22 de marzo y el 25 de junio de 1943; las instalaciones de gaseamiento y los hornos crematorios fueron fabricados por la empresa J. A. Topf & Söhne de Erfurt.
En octubre de 1942, Himmler ordenó que todos los judíos debían ser trasladados a Auschwitz o Majdanek. Ejecuciones masivas tuvieron lugar entre el 8 de mayo y el 29 de julio de 1944. Rudolf Höss, por orden de Himmler, debía gasear a más de 400 000 judíos húngaros en Auschwitz. En determinados días fueron asesinadas cerca de 24 000 personas, muchas de las cuales fueron quemadas en hogueras al aire libre dada la escasa capacidad de los crematorios.
Höss cuenta en sus memorias que en el verano de 1941 fue recibido personalmente por Himmler y este le dijo: 

El Führer ha dado la orden de proceder a la solución final del problema judío. Nosotros, los SS, somos los encargados de llevar a cabo esta orden. A usted le incumbe esta tarea dura y penosa.

 Al finalizar la cita, le exigió guardar silencio, incluso ante sus superiores.
Los nazis utilizaron otros campos de exterminio para gasear a los judíos en Polonia, entre ellos cabe mencionar Majdanek y Chelmno. En Majdanek, grupos de judíos considerados «incapaces de trabajar» fueron gaseados. En Chelmno, se emplearon camiones para gasearlos. Sistemáticamente fueron asesinados por los nazis más de tres millones de judíos en los campos de exterminio.
Durante su proceso llevado a cabo en Jerusalén en 1961, Eichmann confesó públicamente que durante la Conferencia de Wannsee «se estudiaron con rigor los [más efectivos] métodos para exterminar a todo el pueblo judío que vivía en Europa».
En su totalidad, la solución final involucraba el exterminio de la judeidad europea por gaseamiento, fusilamiento y otras numerosas medidas de asesinato en masa. Unos seis millones de judíos murieron, es decir, dos tercios de la judeidad europea que existía en 1939.

## Principales responsables del exterminio de los judíos de Europa
| Autores de la masacre en Europa durante la Segunda Guerra Mundial | Autores de la masacre en Europa durante la Segunda Guerra Mundial                                                                           | Autores de la masacre en Europa durante la Segunda Guerra Mundial | Autores de la masacre en Europa durante la Segunda Guerra Mundial |
| Retrato                                                           | Datos Personales | Cargo | Actividad |
| ----------------------------------------------------------------- | --- | --- | --- |
|                                                                   | Adolf Hitler (Braunau am Inn, Alta Austria, Imperio austrohúngaro; 20 de abril de 1889-Berlín, Alemania nazi; 30 de abril de 1945). 56 años | Comandante supremo de las fuerzas alemanas. En 1919, Hitler señaló a la etnia judía como uno de los principales enemigos internos de Alemania, Autor intelectual del Endlösung. | Fue una figura clave en la perpetración del Holocausto, el genocidio de aproximadamente 11 millones de personas, entre los que se encontraban judíos, discapacitados, homosexuales, testigos de Jehová, socialistas, comunistas y gitanos. |
|                                                                   | Heinrich Himmler (Múnich, 7 de octubre de 1900-Luneburgo, 23 de mayo de 1945). 44 años                                                      | Reichsführer de las Schutzstaffel (SS) Comandante militar del Ejército de reemplazos y plenipotenciario general de la administración de todo el Tercer Reich. | Organizó en forma sistemática, escaló y supervisó el exterminio, estableció y controló los campos de concentración nazis. Himmler formó los llamados Einsatzgruppen y construyó los campos de exterminio. Como supervisor de los campos de concentración, Himmler dirigió la matanza de unos seis millones de judíos. |
|                                                                   | Hermann Göring (Rosenheim, 12 de enero de 1893-Núremberg, 15 de octubre de 1946) . 53 años                                                  | Mariscal del Aire fue un político, aviador, comandante en jefe de la Luftwaffe y criminal de guerra nazi. | Preparó las directrices ejecutivas del Reasentamiento Judío. |
|                                                                   | Reinhard Heydrich (Halle del Saale, 7 de marzo de 1904-Praga, 4 de junio de 1942) 38 años                                                   | Jefe de Reichssicherheitshauptamt. | Organizó el plan Aktion Reinhard y los grupos paramilitares de liquidación en terreno Einsatzgruppen. |
|                                                                   | Odilo Globocnik (Trieste, 21 de abril de 1904 – Paternion, Austria; 31 de mayo de 1945) 41 años                                             | General SS. Implementó, administró y supervisó los primeros campos de concentración en Polonia. | Autor ejecutivo del Aktion Reinhard en Polonia, Bielorrusia y en San Saba, Italia. Fue finalmente responsable ejecutivo y cómplice de la muerte de aproximadamente entre 1.500.000 y 1.800.000 de personas. Se suicidó por envenenamiento con cianuro |
|                                                                   | Adolf Eichmann (Solingen, Imperio alemán, 19 de marzo de 1906-Ramleh, Israel, medianoche entre el 31 de mayo y 1 de junio de 1962) 56 años  | Obersturmbannführer SS Encargado de la Sección IVB4. Jefe de la RSHA. Adjunto y Protector del Reich de Bohemia y Moravia | Organizó las deportaciones de judíos en los países ocupados haciendo uso de las líneas ferroviarias. Secuestrado en Argentina en 1960 por el Mossad (servicio secreto israelí) y llevado a juicio en Jerusalén, donde fue condenado a muerte por crímenes contra la humanidad y ejecutado el 31 de mayo de 1962. |
|                                                                   | Josef Bühler (Bad Waldsee, Alemania, 16 de febrero de 1904 – Cracovia, Polonia 22 de agosto de 1948) 44 años                                | Delegado del Gobierno General de Polonia. | Su influencia en la Conferencia de Wannsee aceleró y participó activamente en el Holocausto. Fue extraditado a Polonia y juzgado por el Tribunal Supremo de Justicia de ese país por crímenes contra la humanidad, siendo condenado a muerte y confiscados todos sus bienes el 10 de julio de 1948 y posteriormente ejecutado en Cracovia.                                                                                                 |
|                                                                   | Alfred Meyer (Gotinga, 5 de octubre de 1891 - 11 de abril de 1945) 53 años                                                                  | Teniente general de las SS, Representante del Ministerio de Reich para los territorios ocupados. Participante de la Conferencia De Wannsee y Delegado de Alfred Rosenberg. | Fue responsable del exterminio de 45.467 judíos detenidos en territorio soviético a través de ejecuciones sumarias. Se suicidó en la primavera de 1945. |
|                                                                   | Friedrich Wilhelm Kritzinger (Grünfier, 14 de abril de 1890 - Núremberg, 25 de abril de 1947) 57 años                                       | Político y jurista. | Principal responsable de la pérdida de los derechos civiles de los judíos europeos, legalizó la confiscación de sus bienes.Detenido por crímenes de guerra. Ante el Tribunal Penal Internacional de Núremberg en 1945, se declaró avergonzado de las atrocidades alemanas, fue liberado y murió en 1947. |
|                                                                   | Arthur Nebe (Berlín, 13 de noviembre de 1894 - ibíd. 2 de marzo de 1945) 50 años                                                            | SS Gruppenführer. Comandante del Einsatzgruppen B. | Murió ahorcado por la propia SS debido a su implicación en el intento de asesinato de Hitler el 20 de julio de 1944. |
|                                                                   | Otto Hofmann (16 de marzo de 1896 - 31 de diciembre de 1982) 86 años                                                                        | General SS. Representante de la Oficina de Planificación de Raza y Colonización del Reich. Jefe de la Oficina Principal de Raza y Asentamiento de las SS (RuSHA) Participó en la Conferencia de Wannsee.                                                                                                   | Arrestado en 1945 por crímenes de guerra y sentenciado a 25 años en el Juicio del RuSHA de los cuales cumplió solo seis. Trabajó como empleado en Wurtemberg y falleció en Bad Mergentheim en 1982. |
|                                                                   | Otto Rasch (Friedrichsruh, Alemania; 7 de diciembre de 1891 - 1 de noviembre de 1948) 56 años                                               | SS Brigadeführer; miembro de la SD y de la Gestapo; oficial comandante de la Einsatzgruppe C | Estuvo al frente del Einsatzgruppe C, que operaba en el norte y centro de Ucrania, en los territorios ocupados del Este. Organizó la creación del campo de concentración de Soldau, comandó el Eisatzgruppe C, responsable de la masacre de Babi Yar, donde murieron 33.771 judíos de Kiev y otros 60.000 gitanos y comisarios del servicio ruso NKVD, fusilados posteriormente                                                            |
|                                                                   | Paul Blobel (Potsdam, 13 de agosto de 1894-Landsberg am Lech, 7 de junio de 1951) 56 años                                                   | Jefe del comando especial (Sonderkommando) 4a y del Sonderkommando 1005 de los Einsatzgruppen | Sucesor de Otto Rash como comandante del Einsatzgruppen C. Ejecutor de la matanza de Babi Yar y del exterminio en la región de Ucrania. Fue condenado a muerte por el Tribunal Militar de los EE. UU. en el Juicio a los Einsatzgruppen dentro de los Juicios de Núremberg. Fue ahorcado en la prisión de Landsberg el 7 de junio de 1951.                                                                                                 |
|                                                                   | Heinz Jost (Homberg-Holzhausen, 9 de julio de 1904 - Bensheim, 12 de noviembre de 1964) 60 años                                             | SS Brigadeführer; miembro de la SD; oficial comandante de la Einsatzgruppe A | Tras el final de la guerra fue detenido y enjuiciado en el denominado Juicio de los "Einsatzgruppen" por un tribunal militar estadounidense en Núremberg, entre 1947 y 1948. Inicialmente condenado a muerte, la sentencia fue conmutada a cadena perpetua y finalmente liberado en 1951. |
|                                                                   | Otto Ohlendorf (Hoheneggelsen, Hildesheim,4 de febrero de 1907 - Landsberg, 7 de junio de 1951) 44 años                                     | Gruppenführer SS, economista . Comandante del Einsatzgruppen D en Crimea. | sentenciado a muerte el 19 de abril de 1948 y ahorcado el 7 de junio de 1951, en la fortaleza de Landsberg, luego del Juicio de los Einsatzgruppen |
|                                                                   | Erich von dem Bach-Zelewski (Lauenburg, Pomerania, 1 de marzo de 1899-Múnich, Baviera, 8 de marzo de 1972) 13 años                          | Obergruppenführer de las SS. | Dirigió matanzas de poblaciones judías tras las líneas del Ejército Centro en Bielorrusia, Dirigió la lucha antiguerrillera durante el Alzamiento de Varsovia. Tuvo el mando de algunas de las unidades más cruentas de las SS dedicadas al genocidio contra los judíos, además de otros grupos de población, sobre todo polacos y soviéticos. Suya fue la iniciativa de la creación del campo de concentración y exterminio de Auschwitz. |
|                                                                   | Karl Brandt (Mulhouse, 8 de enero de 1904–Landsberg am Lech, 2 de junio de 1948) 44 años                                                    | Médico, Gruppenführer SS. Médico personal de Adolf Hitler, Gruppenführer en las SS y Brigadeführer de las Waffen SS, Comisario del Reich para la Sanidad y la Higiene pública (Reichskommissar für Sanitäts- und Gesundheitswesen) y miembro del Consejo de investigación del Reich (Reichsforschungsrat). | Dirigió el programa de Eutanasia en hospitales y asilos (Granentöd) en 1939. Fue procesado en Núremberg y declarado culpable de crímenes contra la humanidad. Su abogado defensor fue Robert Servatius. Fue ejecutado en la horca en la prisión de Landsberg el 2 de junio de 1948. |
|                                                                   | Oswald Pohl (Duisburgo, en Renania; 30 de junio de 1892-Landsberg am Lech, Baviera; 7 de junio de 1951) 58 años                             | Standartenführer SS. Como cabeza del SS Director de la Oficina de Economía y Administraciòn de las SS, principal administrador de los campos de concentración nazis | Administró los bienes confiscados a las víctimas judías en los campos de concentración. |
|                                                                   | Maks Luburić (Humac, cerca de Ljubuški, 20 de junio de 1913-Carcagente, Valencia, 20 de abril de 1969) 55 años                              | General del ejército croata pronazi. Algunos observadores nazis lo calificaron, en varios informes oficiales, de “sádico extremo” y de “enfermo mental”. | Dirigió el Campo de concentración de Jasenova, considerado uno de los campos de exterminio más crueles de todos los tiempos. Se considera que entre 100.000 y 600.000 personas encontraron la muerte en Jasenovac. |
|                                                                   | Eugen Fischer (5 de julio de 1874-9 de julio de 1967) 93 años                                                                               | Médico y antropólogo del Instituto Kaiser Wilhelm - Higiene Racial. | Sus bocetos y estudios teóricos contribuyeron al envío de miles de víctimas a los campos de concentración. |

## Controversia
Algunos sectores sostienen que la solución final no suponía el exterminio de los judíos, sino que era un plan que pretendía deportar a los judíos de Alemania y de los países ocupados y aliados de Alemania, y que a largo plazo suponía la creación de un Estado judío en la isla de Madagascar, territorio en dominio de Francia y poco poblado en esos momentos.
La suposición que para los nazis la solución final no significaba el asesinato sistemático de los judíos, sino su desplazamiento hacia el este de Europa, se basa en la reinterpretación de documentos tales como la carta del 31 de julio de 1941 donde Hermann Göring escribió a Reinhard Heydrich lo siguiente:

Complementando la tarea que le fuera encomendada a usted por Decreto del 24.1.1939, para llegar en la cuestión de los judíos a una solución lo más favorable posible, según las circunstancias actuales en forma de su emigración y evacuación, le encargo por la presente tomar todas las medidas preliminares necesarias de organización y de índole material para la solución integral del problema judío dentro de la zona de influencia alemana en Europa... Le encargo, además, presentarme a la brevedad un proyecto integral referente a tales medidas para dar cumplimiento a la deseada solución final del problema judío.

Martin Franz Luther, empleado de la cancillería nazi y uno de los participantes en la conferencia de Wannsee, escribía en un memorándum el 21 de agosto de 1942:

El principio de la política alemana referente al tema judío, después de la toma del poder, consistió en fomentar la emigración judía por todos los medios... La guerra actual le otorga a Alemania la posibilidad y también el deber de solucionar el problema judío en Europa... Sobre la base de la citada directiva del Führer se ha comenzado con la evacuación de los judíos de Alemania. Resultaba apropiado incluir en estas acciones a los ciudadanos judíos de los demás países, que también habían tomado medidas respecto de los judíos... La cantidad de judíos desplazados de esta manera hacia el este no alcanzaba a cubrir allá la mano de obra necesaria.

Sin embargo, la versión mayoritaria respecto al Holocausto sostiene que términos como «evacuación», «desplazamiento», «emigración» o «reinstalación» eran eufemismos que intentaban ocultar la masacre.
Estas y otras razones son esgrimidas por los negacionistas del Holocausto, que niegan la existencia de la persecución y el exterminio llegando a afirmar que se trata de un medio propagandístico del sionismo y de una supuesta conspiración judía.

## Filmografía
- La solución final (Conspiracy, 2001). Una recreación de la conferencia de Wannsee.

- Operation Finale (2018). Una producción original de Netflix.